# Edmund Hołodyński
Edmund Hołodyński (ur. 11 września 1898 w Ostrorogu, zm. 3 lutego 1969 w Poznaniu) – polski pilot doświadczalny.

## Życiorys
Ukończył szkołę budowlaną. W styczniu 1919 roku wziął udział w zdobyciu stacji lotniczej Ławica i w powstaniu wielkopolskim. W 1919 roku odbył przeszkolenie lotnicze na Ławicy pod kierunkiem Wiktora Langa. W 1921 roku rozpoczął naukę w tamtejszej Wyższej Szkole Lotniczej, po jej ukończeniu otrzymał przydział do Parku 3 Pułku Lotniczego w Poznaniu w charakterze oblatywacza. W 1922 roku był jednym z organizatorów Związku Lotników Polskich (ZLP) oraz współredaktorem czasopisma „Lotnik”. Podczas działalności w ZLP pełnił m.in. funkcję wiceprezesa, skarbnika i sekretarza, był jednym z współorganizatorów I Konkursu Ślizgowców w 1923 roku w Białce i II Wszechpolskiego Konkursu Szybowcowego w 1925 roku na Oksywiu.
W 1923 roku współdziałał w założeniu Wielkopolskiej Wytwórni Samolotów Samolot (WWS „Samolot”), gdzie następnie objął funkcję pilota fabrycznego a w późniejszym okresie został szefem pilotów. 20 lutego 1925 roku oblatał pierwszy wyprodukowany w WWS egzemplarz samolotu Hanriot H.28. 

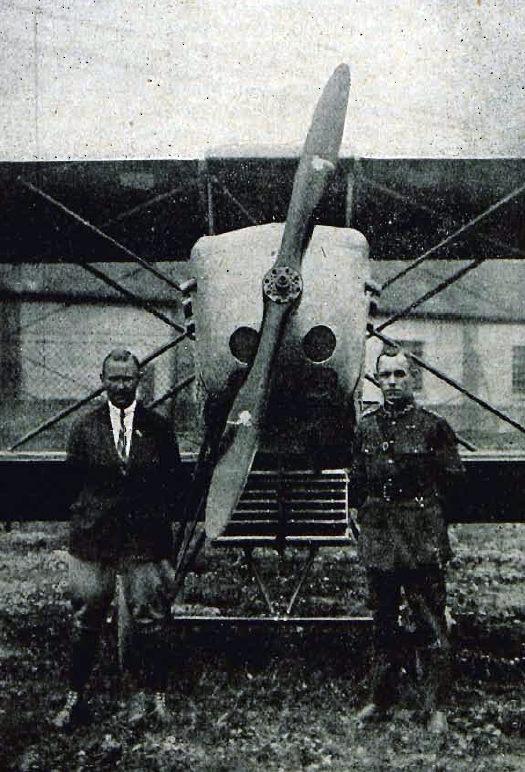
Hanriot H.19 po powrocie z lotu do Kowla. Z prawej por. Gruszkiewicz, z lewej pilot Edmund Hołodyński

W marcu 1925 roku w został szefem wyszkolenia otwartej w Poznaniu Cywilnej Szkoły Pilotów, pełnił tę funkcję do zlikwidowania szkoły w 1926 roku. W dniach 10-17 października 1926 roku wziął udział, w załodze z por. obs. Gruszkiewiczem, w tygodniu lotniczym zorganizowanym w Katowicach. W lipcu 1927 roku, również w załodze z por. Gruszkiewiczem, wykonał rajd lotniczy z Poznania do Kowla na wyprodukowanej w WWS „Samolot” maszynie Hanriot H.19. 23 sierpnia 1928 roku, tradycyjnie z por. Gruszkiewiczem, wykonał przelot w trudnych warunkach atmosferycznych z Poznania do Warszawy. Przelot miał na celu zademonstrowanie dobrych właściwości lotnych samolotu Bartel BM-5.

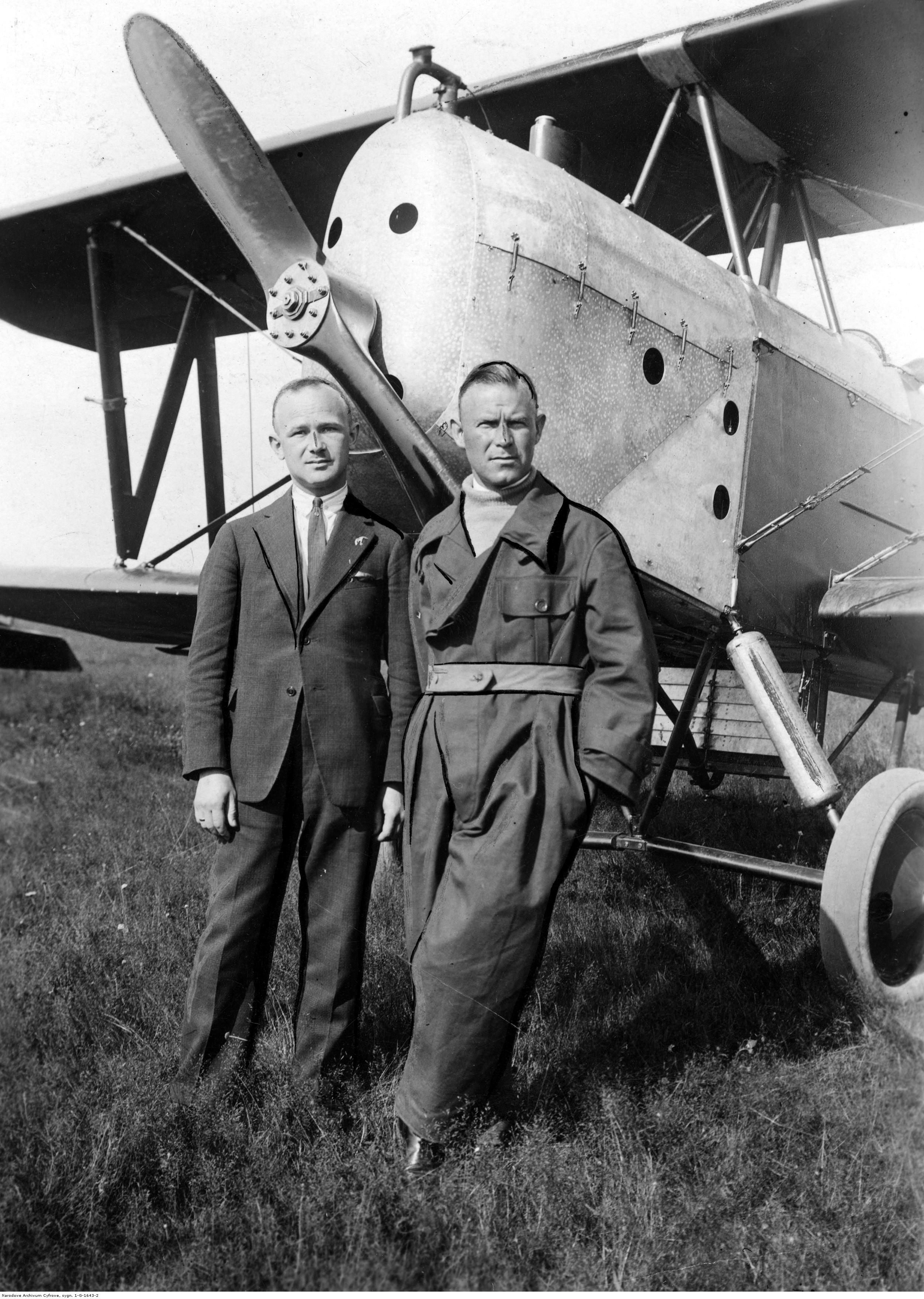
Ryszard Bartel (z lewej) i Edmund Hołodyński przy samolocie Bartel BM-5

Pracę w WWS „Samolot” zakończył z chwilą likwidacji wytwórni w 1930 roku. Znalazł zatrudnienie w Wielkopolskim Klubie Lotników (WKL), gdzie był szkoleniowcem. W 1931 roku Wielkopolski Klub Lotników stał się częścią Aeroklubu Poznańskiego, a Edmund Hołodyński został instruktorem oraz członkiem Komisji Treningowej. W 1931 roku, w załodze z Erykiem Szwencerem, na RWD-4 wziął udział w IV Krajowym Konkursie Samolotów Turystycznych. Zajęli 9. miejsce na 24 startujące załogi. W 1931 roku wylatał ogółem 89 godzin, co było szóstym wynikiem wśród pilotów aeroklubowych w Polsce. W tym roku w Aeroklubie Poznańskim pełnił funkcję kierownika Sekcji Sportowej oraz Sekcji Treningowej. 29 maja 1932 roku wziął udział w święcie Klubu Lotniczego Podlaskiej Wytwórni Samolotów. Był to koniec jego lotniczej aktywności, powrócił do pracy w wyuczonym zawodzie budowlańca. 
Po wybuchu II wojny światowej został zmobilizowany do lotnictwa i wziął udział w kampanii wrześniowej. Po zakończeniu II wojny światowej zamieszkał w Przeźmierowie, gdzie pracował w budownictwie. Jako społecznik pracował w ochotniczej straży pożarnej. Od 1945 roku pełnił społecznie funkcję rejonowego komendanta straży pożarnych. Był również jednym z członków Koła Seniorów w Aeroklubie Poznańskim. Zmarł 3 lutego 1969 roku i został pochowany na Cmentarzu Junikowo (pole 22, kwatera 6) w Poznaniu. Pozostawił synów — Zbigniewa i Mirona.
Podczas swej kariery pilota wykonał ok. 13 000 lotów, oblatał 15 prototypów i wersji rozwojowych oraz 329 nowo zbudowanych i 64 wyremontowanych w WWS samolotów. Ponadto, jako instruktor lotniczy, wykonał 2500 lotów (z czego w 1925 r. wykonał 2055 lotów).

## Oblatane samoloty
Samoloty oblatane przez Edmunda Hołodyńskiego:
| Lp | Nazwa        | Data oblotu             |
| -- | ------------ | ----------------------- |
| 1  | Hanriot H.28 | 20 lutego 1925 r.       |
| 2  | Sp-1         | 24 lipca 1926 r.        |
| 3  | Bartel BM-2  | 7 grudnia 1926 r.       |
| 4  | Bartel BM-4b | 20 grudnia 1927 r.      |
| 5  | Bartel BM-5  | 27 lipca 1928 r.        |
| 6  | O-2          | 24 października 1928 r. |
| 7  | Bartel BM-6  | 28 lipca 1930 r.        |
| 8  | MN-5         | 21 sierpnia 1930 r.     |

## Ordery i odznaczenia
Odznaczenia otrzymane przez Edmunda Hołodyńskiego:

— Wielkopolski Krzyż Powstańczy,

— Odznaka Grunwaldzka,

— Odznaka pilota wojskowego,

— Medal Zwycięstwa i Wolności 1945,

— srebrny Medal „Za Zasługi dla Pożarnictwa”,

— brązowy Medal „Za Zasługi dla Pożarnictwa”.